# Finlandia en los Juegos Paralímpicos de Pekín 2022
Finlandia estuvo representada en los Juegos Paralímpicos de Pekín 2022 por seis deportistas, cinco hombres y una mujer.

## Medallistas
El equipo paralímpico finlandés obtuvo las siguientes medallas:
| Nombre            | Deporte      | Evento                           |
| ----------------- | ------------ | -------------------------------- |
| Oro               |              |                                  |
| Santeri Kiiveri   | Esquí alpino | Eslalon gigante de pie masculino |
| Matti Suur-Hamari | Snowboard    | Campo a través SB-LL2 masculino  |
| Plata             |              |                                  |
| Santeri Kiiveri   | Esquí alpino | Supercombinada de pie masculino  |
| Matti Suur-Hamari | Snowboard    | Eslalon SB-LL2 masculino         |
| Bronce            |              |                                  |
| —                 |              |                                  |